# Гикани (Васлуј)
Гикани (рум. Ghicani) насеље је у Румунији у округу Васлуј у општини Александру Влахуца. Oпштина се налази на надморској висини од 118 m.

## Становништво
Према подацима из 2002. године у насељу је живело 195 становника, од којих су сви румунске националности.